# NGC 3895
NGC 3895 is een balkspiraalstelsel in het sterrenbeeld Grote Beer. Het hemelobject werd op 18 maart 1790 ontdekt door de Duits-Britse astronoom William Herschel.

## Synoniemen
- UGC 6785
- MCG 10-17-80
- ZWG 292.35
- KCPG 303B
- PGC 36907